# 허의
허의(許儀, ? ~ 263년)는 중국 삼국 시대 위나라의 무장이다.

## 생애
아버지 허저가 죽은 후, 허저의 뒤를 이어 모향후가 되었다.
경원 3년(263년), 아문장군으로 종회를 따라 촉 토벌에 나섰다. 종회의 명령으로 앞서 나가 길을 닦는 임무를 맡았는데, 다리에 구멍이 있어 종회의 말 다리가 빠졌다. 이 때문에 종회에게 참형을 당했다. 왕실에 공을 세운 허저의 아들이 용서받지 못하는 것을 보고, 모든 장수들은 두려움에 떨었다.
죽은 직후 작위의 계승자가 바로 정해지진 않았고, 서진이 세워진 태시(265 ~ 274) 초에 아들 허종이 작위를 계승했다.

## 허의의 친족 관계
- 허저 (부친)
  - 허의
    - 허종 (아들)